# Аља Рахманова
Аља Рахманова, рођена као Галина Николајевна Дјурагина (рус. Галина Николаевна Дюрягина, 15. јун 1898 – 11. фебруар 1991), позната и као Александра фон Хојер, била је руска ауторка и дечји психолог. Позната је по својим дневницима који описују њено детињство, студије и брак током руске револуције, као и живот избеглице у Бечу. Пошто је већина њених дела прво објављена на немачком језику, у преводу њеног супруга Арнулфа фон Хојера са њених руских рукописа, изабрала је немачки правопис за свој псеудоним.

## Биографија
Галина је била најстарија ћерка лекара у граду Каслију близу Јекатеринбурга. Пошто је њена породица била део аристократије Русије пре револуције, много су патили у годинама после 1917. На крају су Галина и њен аустријски супруг Арнулф фон Хојер били приморани да побегну у западну Европу. Њени дневници који описују живот у Русији под комунизмом преведени су на многе језике. Живела је у Аустрији од 1925. до 1945. године, али су јој дела била забрањена под нацистичким режимом. Умрла је у швајцарском граду Етенхаузен, где је живела од 1948. године.
Књижевна дела Аље Рахманове прво су објављена на немачком језику и настала су у сарадњи са њеним супругом, који их је преводио на немачки. Рахманова је куцала своје руске рукописе у латиничној транскрипцији, јер није поседовала писаћу машину са ћириличним словима.

## Публикације
- „Фабрика нових људи“ (А. Пустет, Салцбург-Лајпциг 1935). Закључак је да су се „нове народне фабрике“ показале потпуно непродуктивним.[2]Die Fabrik des neuen Menschen је роман који је добио прву награду на такмичењу у Паризу 1936. као „најбољи антибољшевички роман нашег времена“
- Симфонија живота - трилогија
- Вера Федоровна, Грац, 1939
- Einer von vielen. У 2 тома, Цирих, 1947
- Das Leben eines grossen Sünders (Достојевски), Цирих, 1947.

### На руском језику
- Дневник руског студента. - М., 2023. - 250 стр.
- Породица у црвеном вртлогу. - М., 2023. - 208 стр.
- Дрозд у Отакрингу. - М., 2023. - 224 стр.